# Acronicta variegata
Acronicta variegata là một loài bướm đêm trong họ Noctuidae.